# Erebophasma haematina
Erebophasma haematina är en fjärilsart som beskrevs av Charles Boursin 1963. Erebophasma haematina ingår i släktet Erebophasma och familjen nattflyn. Inga underarter finns listade i Catalogue of Life.